# JetSmart
JetSMART Airlines SpA, ou simplesmente JetSMART, é uma companhia aérea de baixo custo da América do Sul criada pelo fundo de investimento Indigo Partners, que também controla outras low-cost como Frontier Airlines, Volaris e Wizz Air. A principal base da JetSmart é o Aeroporto Internacional Arturo Merino Benítez em Santiago, Chile.

## História
A JetSMART pediu uma certificação de operador aéreo (AOC) em 26 de janeiro de 2017 e recebeu a autorização em junho do mesmo ano. No começo, a companhia operava com três Airbus A320-200, mas depois passou a receber aeronaves Airbus A320neo. Inicialmente, a JetSMART voava apenas em rotas nacionais, mas logo expandiu sua presença no mercado sul-americano, criando a JetSMART Argentina para acessar direitos de tráfego do país.
Em 4 de dezembro de 2019, a JetSMART adquiriu a Norwegian Air Argentina, assumindo suas operações, equipe e licença imediatamente, com planos de integrar a companhia à JetSMART Argentina. Após a aquisição, a JetSMART passou a operar tanto do Aeroparque Jorge Newbery quanto do Aeroporto El Palomar na área de Buenos Aires. Como os aviões Boeing 737 da Norwegian não foram incluídos na transação, a JetSMART planejou substituí-los pelos próprios aviões Airbus A320 da companhia.
Em 29 de julho de 2021, a American Airlines anunciou um investimento minoritário na JetSMART e acordos para permitir que os membros do programa de fidelidade AAdvantage da American Airlines acumulem milhas ao voar com a JetSMART.
Em 17 de março de 2023, a JetSMART assinou um Memorando de Entendimento (MoU) para comprar a Ultra Air e está em processo de certificação como operadora aérea na Colômbia.
No dia 16 de junho de 2022, a JetSMART iniciou operações domésticas no Peru, marcando sua entrada em um novo mercado. A companhia quer aproveitar a demanda crescente por viagens aéreas acessíveis no Peru, especialmente na recuperação pós-pandemia. Oferecendo tarifas competitivas e expandindo sua rede dentro do país, a JetSMART pretende estimular a demanda por viagens e promover a conectividade, atendendo tanto a passageiros de lazer quanto a viajantes de negócios. Essa expansão faz parte da estratégia da JetSMART para se tornar uma importante empresa no mercado de aviação da América do Sul e reforça seu compromisso com a oferta de opções de viagem acessíveis na região.

## Destinos

Destinos de JetSmart

A partir de setembro de 2023, a JetSmart voa para Argentina, Brasil, Chile, Colômbia, Equador, Paraguai, Peru e Uruguai.
| pais      | cidades             | aeroportos                                                      | notas         |                     |
| --------- | ------------------- | --------------------------------------------------------------- | ------------- | ------------------- |
| Argentina | Buenos Aires        | aeroporto El Palomar                                            |               | [carece de fontes?] |
| Argentina | Córdova (Argentina) | Aeroporto Internacional Ingeniero Ambrosio L.V. Taravella       | Encerrado     | [carece de fontes?] |
| Brasil    | Foz do Iguaçu       | Aeroporto Internacional de Foz do Iguaçu                        |               | [carece de fontes?] |
| Brasil    | Rio de Janeiro      | Aeroporto Internacional do Rio de Janeiro-Galeão                |               | [carece de fontes?] |
| Brasil    | Salvador            | Aeroporto Internacional de Salvador                             |               | [carece de fontes?] |
| Brasil    | São Paulo           | Aeroporto Internacional de São Paulo-Guarulhos                  |               | [carece de fontes?] |
| Chile     | Antofagasta         | Aeroporto Andrés Sabella                                        |               | [carece de fontes?] |
| Chile     | Arica               | Aeroporto Internacional Chacalluta                              |               | [carece de fontes?] |
| Chile     | Balmaceda           | Aeroporto de Balmaceda                                          |               | [carece de fontes?] |
| Chile     | Calama              | Aeroporto Internacional El Loa                                  |               | [carece de fontes?] |
| Chile     | Castro              | Aeroporto de Mocopulli                                          |               | [carece de fontes?] |
| Chile     | Copiapó             | Aeroporto do Deserto do Atacama                                 |               | [carece de fontes?] |
| Chile     | Concepción          | Aeroporto Internacional Carriel Sur                             |               | [carece de fontes?] |
| Chile     | Iquique             | Aeroporto Internacional Diego Aracena                           |               | [carece de fontes?] |
| Chile     | La Serena           | Aeroporto La Florida                                            |               | [carece de fontes?] |
| Chile     | Puerto Montt        | Aeroporto El Tepual                                             |               | [carece de fontes?] |
| Chile     | Puerto Natales      | Aeroporto Teniente Julio Gallardo                               |               | [carece de fontes?] |
| Chile     | Santiago            | Aeroporto Internacional Carlos Ibáñez del Campo                 | Hub principal | [carece de fontes?] |
| Chile     | Temuco              | Aeroporto Internacional La Araucanía                            |               | [carece de fontes?] |
| Colombia  | Bogotá              | Aeroporto Internacional El Dorado                               |               | [carece de fontes?] |
| Colombia  | Cáli                | Aeroporto Internacional Alfonso Bonilla Aragón                  |               | [carece de fontes?] |
| Equador   | Guaiaquil           | Aeroporto Internacional José Joaquín de Olmedo                  |               | [carece de fontes?] |
| Equador   | Quito               | Aeroporto Internacional Mariscal Sucre                          |               | [carece de fontes?] |
| Peru      | Arequipa            | Aeroporto Internacional Rodríguez Ballón                        |               | [carece de fontes?] |
| Peru      | Lima                | Aeroporto Internacional Jorge Chávez                            |               | [carece de fontes?] |
| Peru      | Trujillo (Peru)     | Aeroporto Internacional Capitán FAP Carlos Martínez de Pinillos |               | [carece de fontes?] |
| Uruguai   | Montevidéu          | Aeroporto Internacional de Carrasco                             |               | [carece de fontes?] |

## Frota

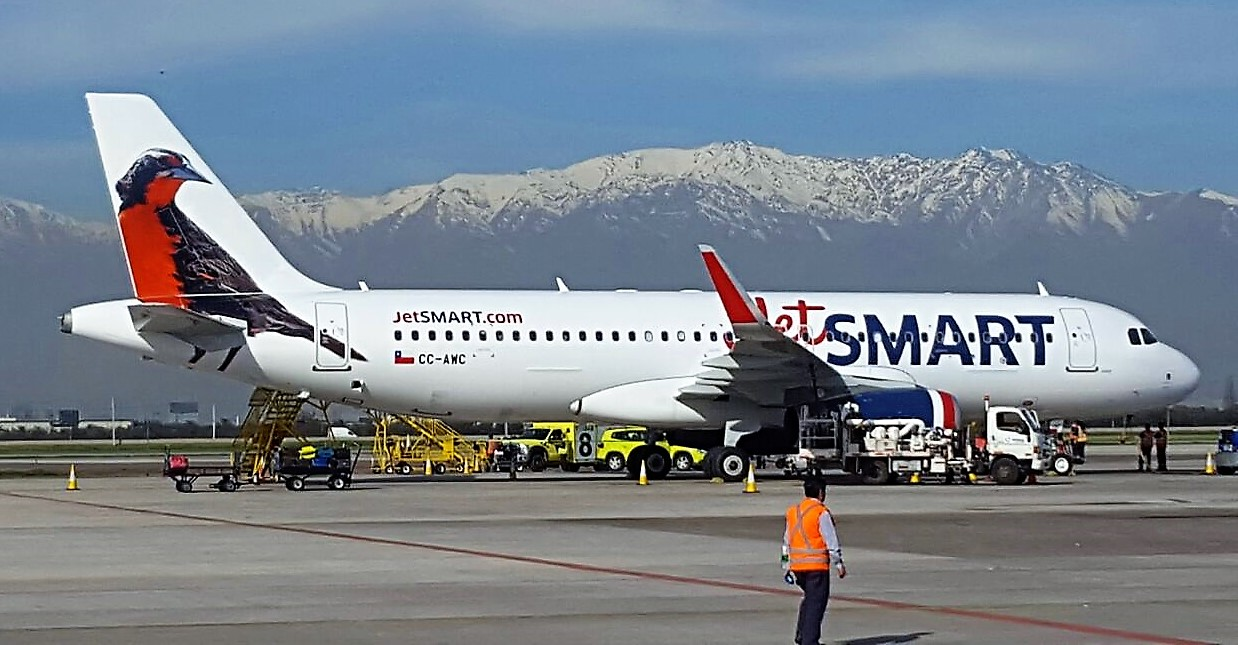
Um JetSmart Airbus A320 no Aeroporto Internacional de Santiago

A frota JetSmart consiste nas seguintes aeronaves em janeiro de 2024:
| Aeronaves          | Entregues | Pedidos | Poltronas | Rotas                        | Notas            |
| ------------------ | --------- | ------- | --------- | ---------------------------- | ---------------- |
| Airbus A320        | 11        | –       | 186       | Curto e médio alcance        |                  |
| Airbus A320neo     | 13        | 52      | 186       | Curto e médio alcance        |                  |
| Airbus A321neo     | 8         | 10      | TBA       | Curto e médio alcance        |                  |
| Airbus A321neo XLR | –         | 12      | TBA       | Curto, Médio e longo alcance | A partir de 2025 |
| Total              | 32        | 74      |           |                              |                  |